# Victorian Football Association 1877
Victorian Football Association 1877 var den første sæson i australsk fodbold-ligaen Victorian Football Association, og ligaen havde deltagelse af ni hold.
Ved sæsonens afslutning publicerede ligaen en liste over sæsonens fire bedste hold:
1. Carlton Football Club
2. Melbourne Football Club
3. Hotham Football Club
4. Albert Park Football Club